# Hyalorisia
Hyalorisia is een geslacht van weekdieren uit de klasse van de Gastropoda (slakken). 

## Soorten
- Hyalorisia galea (Dall, 1889)
- Hyalorisia tosaensis (Otuka, 1939)